# Austauschteilchen
Unter Austauschteilchen versteht man in der Quantenmechanik und Quantenfeldtheorie Teilchen, die eine Wechselwirkung zwischen zwei Systemen vermitteln, indem sie von einem System abgegeben und vom anderen aufgenommen werden können. Die so verursachte Wechselwirkung wird auch als Austauschwechselwirkung bezeichnet, und ihre Austauschteilchen als Botenteilchen, Trägerteilchen, Wechselwirkungsteilchen oder Kraftteilchen.
Charakteristisch ist, dass die Austauschteilchen als solche für die Außenwelt unsichtbar bleiben. Sie befinden sich in unbestimmt bleibender Anzahl in virtuellen Zuständen, rufen aber dabei u. a. die bekannten Anziehungs- oder Abstoßungskräfte eines klassischen Kraftfelds hervor. Beleg für ihre Existenz sind die messbaren Eigenschaften der physikalischen Prozesse, die mithilfe dieses theoretischen Konzepts mit einer sonst nicht erreichten Genauigkeit erklärt werden. Dazu gehören auch Experimente, in denen die Austauschteilchen durch Energiezufuhr in reelle Zustände übergehen und dann einzeln nachgewiesen werden können.
Anmerkung: Im Artikel Austauschwechselwirkung wird eine andere Bedeutung desselben Wortes behandelt (s. auch unten Entwicklung des Begriffs und der Benennung).

## Beispiele
Drei der vier fundamentalen Wechselwirkungen, auf denen alle physikalischen Prozesse beruhen, sind Austauschwechselwirkungen; ihre Austauschteilchen gehören zu den fundamentalen Elementarteilchen vom Typ Boson:
- das Photon für die elektromagnetische Wechselwirkung,
- das W-Boson und das Z-Boson für die schwache Wechselwirkung,
- das Gluon für die starke Wechselwirkung.

Ob auch die Gravitation eine Austauschwechselwirkung ist, ist noch nicht bekannt.
Zuweilen sind mit Austauschteilchen nur diese Bosonen gemeint, die die elementaren Wechselwirkungen übertragen. Im weiteren Sinne bezeichnet man auch andere, z. T. nichtelementare Teilchen als Austauschteilchen, die im gleichen Sinne als Verursacher einer Bindungskraft betrachtet werden können, z. B.
- das Pion für die Bindung von Nukleonen im Atomkern
- das Elektron für kovalente chemische Bindung zweier Atome in einem Molekül.

## Eichbosonen
Die Austauschteilchen der fundamentalen Wechselwirkungen werden auch als Eichbosonen bezeichnet. Die Bezeichnung stammt daher, dass diese Teilchen wegen ihres ganzzahligen Spins zu den Bosonen gehören und mit dem Prinzip der Eichinvarianz begründet werden: die fundamentalen Wechselwirkungen können mithilfe der Forderung nach lokaler Eichinvarianz der Lagrangedichte in Form einer Eichtheorie formuliert werden.
Im Rahmen der quantenfeldtheoretischen Behandlung (die nur für die Gravitation noch nicht entwickelt werden konnte) ergibt sich daraus, dass Felder durch Feldquanten hervorgerufen werden. Die Feldquanten der Kraftfelder sind die Austauschteilchen der jeweiligen Wechselwirkung.
Im Rahmen der klassischen Feldtheorie ergibt sich daraus die Existenz des jeweiligen klassischen Kraftfelds mit seinen Feldgleichungen, z. B. das elektromagnetische Feld mit den Maxwell-Gleichungen des Elektromagnetismus oder das Gravitationsfeld mit den einsteinschen Feldgleichungen der allgemeinen Relativitätstheorie.

## Veranschaulichung

### Modellvorstellung aus der klassischen Physik
Wenn man als die beiden Systeme zwei Handballspieler und als Austauschteilchen einen schweren Ball nimmt, den sie einander zuwerfen und fangen, dann verursacht das Abwerfen und Auffangen bei den Spielern entgegengesetzt gleiche Änderungen ihrer Impulse. Das ist – zumindest im zeitlichen Mittel – nicht zu unterscheiden von der Wirkung eines abstoßenden Kraftfelds zwischen ihnen. Diese aus der klassischen Physik genommene Veranschaulichung ist auch bei quantenmechanischen Systemen richtig – beispielsweise, wenn ein angeregtes Atom ein Photon aussendet, das dann von einem anderen Atom absorbiert wird. Dieser Vorgang ist die Grundlage des Strahlungsdrucks. Die Veranschaulichung wird aber der Rolle der Austauschteilchen beim quantenphysikalischen Zustandekommen einer Wechselwirkung nicht gerecht, z. B. kann sie keine Anziehungskraft erklären.

### Unterschied zwischen klassischer Analogie und Austauschteilchen
Der Ball im klassischen Modell, aber auch das Photon, das wirklich erzeugt wird und von einem Atom zum anderen fliegt, besitzt während seines Fluges in jedem Moment bestimmte Werte für Energie {\displaystyle E} und Impuls {\displaystyle p}, die (mit seiner Masse {\displaystyle m}, beim Photon {\displaystyle m=0}) die Energie-Impuls-Beziehung {\displaystyle E=p^{2}/(2m)} (klassisch) bzw. {\displaystyle E^{2}=p^{2}c^{2}+m^{2}c^{4}} (relativistisch) erfüllen. Das gilt nicht für Austauschteilchen, die die Wirkung eines Kraftfelds hervorrufen.
Betrachtet man etwa als Beispiel, dass zwei gleichnamig geladene Körper elastisch gegeneinander stoßen, wobei sie aufgrund der elektrostatischen Abstoßung gemäß dem Coulomb-Gesetz voneinander abprallen. Um dies durch eine Austauschwechselwirkung zu deuten, nimmt man ein Photon an, das von einem Körper zum andern fliegt. Die quantentheoretischen Gleichungen stellen sicher, dass dieses Photon keine andere Wechselwirkung verursacht, also auch unbeobachtbar bleibt. Da die Körper beim elastischen Stoß (in ihrem Schwerpunktsystem betrachtet) nur ihre Flugrichtung ändern, aber ihre Energie beibehalten, überträgt das Photon nur Impuls, aber keine Energie von einem zum anderen. Damit verletzt es die Energie-Impuls-Beziehung {\displaystyle E=pc} „normaler“ Photonen.
Teilchen in Zuständen, die unbeobachtbar sind und die sonst gültige Energie-Impuls-Beziehung verletzen, heißen virtuelle Teilchen. Demgegenüber werden die „normalen“ Teilchen bzw. die Zustände, in denen sie nach der klassischen Physik wie nach der Quantenphysik bei einer Messung oder Beobachtung angetroffen werden können, als reell bezeichnet.

### Vereinfachte quantenmechanische Deutung
Für eine methodisch strenge Ausarbeitung des Konzepts der Austauschwechselwirkung muss man die quantenmechanische Störungsrechnung nutzen, beispielsweise mit der Technik der Feynman-Diagramme. Zu einigen Aspekten der Resultate gibt es vergleichsweise einfachere Deutungen, die aber nicht dem Anspruch einer beweiskräftigen Herleitung genügen. Dabei bedeutet der virtuelle Charakter der Austauschteilchen, dass ihre Beziehung zwischen Energie und Impuls nicht der Gleichung {\displaystyle E^{2}=p^{2}c^{2}+m^{2}c^{4}} folgen muss, aber die Abweichung wesentlich nicht länger als {\displaystyle t={\tfrac {\hbar }{E}}} erhalten bleibt.
- Elektrostatische Coulomb-Kraft zwischen zwei Elektronen {\displaystyle F(r)={\tfrac {e^{2}}{4\pi \varepsilon _{0}r^{2}}}}: Ein Photon mit der Energie {\displaystyle E} und dem Impuls {\displaystyle p={\tfrac {E}{c}}} kann sich in dieser Zeit also eine Strecke {\displaystyle r=ct={\tfrac {\hbar c}{E}}={\tfrac {\hbar }{p}}} von der Quelle entfernen. Wird es nach der Zeit {\displaystyle t} dort absorbiert, liefert es seinen Impuls ab und bewirkt damit eine Kraft {\displaystyle F={\tfrac {p}{t}}={\tfrac {\hbar c}{r^{2}}}}. Diese Abschätzung zeigt richtig die quadratische Abhängigkeit der Kraft vom Abstand. Um auch quantitativ das Coulomb-Gesetz zu erhalten, fehlt nur noch der dimensionslose Faktor {\displaystyle {\tfrac {e^{2}}{4\pi \varepsilon _{0}\hbar c}}\approx 0{,}0035\dotso }, der als Feinstrukturkonstante bekannt ist und ganz allgemein die Stärke der elektromagnetischen Wechselwirkung angibt.
- Kraft mit endlicher Reichweite (Yukawa-Potential {\displaystyle V(r)={\tfrac {g}{r}}e^{-r/\lambda }}): Für ein Austauschteilchen mit Masse {\displaystyle m} muss zur Erzeugung aus dem Nichts die Energie-Impuls-Beziehung mindestens um {\displaystyle E=mc^{2}} verletzt werden. Die dafür maximal „erlaubte“ Zeit ist {\displaystyle t={\tfrac {\hbar }{mc^{2}}}}, die Flugstrecke demnach höchstens {\displaystyle ct={\tfrac {\hbar }{mc}}}. Diese Länge heißt auch Compton-Wellenlänge des Teilchens. Sie erscheint hier, als ob sie eine absolute Obergrenze jeder möglichen Wirkung des Teilchens wäre. Die korrekte quantenmechanische Rechnung ergibt hingegen den entsprechenden exponentiellen Abschwächungsfaktor mit {\displaystyle \lambda =ct={\tfrac {\hbar }{mc}}} als Reichweiteparameter.

## Entwicklung des Begriffs und der Benennung
Werner Heisenberg und Wolfgang Pauli behandelten 1929 die Quantendynamik der Wellenfelder. Allein aus Erzeugung und Vernichtung von Photonen konnten sie den richtigen Ausdruck für die elektrostatische Coulomb-Energie zweier Elektronen herleiten. Damit war das klassische Coulomb-Feld durch ein quantenfeldtheoretisches Modell erklärt.
Etwa gleichzeitig wurde die kurzreichweitige Anziehungskraft, auf der die chemische Bindung beruht, von Linus Pauling, John C. Slater, Friedrich Hund und Robert Mulliken dadurch erklärt, dass ein Elektron durch den quantenmechanischen Tunneleffekt seinen Platz in einem Atom mit einem Platz im anderen Atom vertauschen kann. Heisenberg publizierte 1932 den Ansatz, analog zur Anziehung zwischen H-Atom und H+-Ion auch die Anziehung zwischen Proton und Neutron durch das Überwechseln eines Elektrons zu formulieren. Dementsprechend schlug er vor, den zugehörigen mathematischen Ausdruck als „Platzwechsel-Integral“ zu bezeichnen. Im Endeffekt würden dabei Proton und Neutron (bzw. H-Atom und H+-Ion) so erscheinen, als hätten sie nur ihre Plätze vertauscht. Wegen der mathematischen Ähnlichkeit zum Austauschintegral (bzw. Austauschwechselwirkung) bei Mehrelektronensystemen, worin aber zwei Teilchen ihre Plätze miteinander tauschen, hat sich jedoch letztere Bezeichnung durchgesetzt.
1934 entwickelte Hideki Yukawa die Hypothese, dass die Proton-Neutron-Wechselwirkung auf einem neuartigen Feld beruht. Dabei sollte dessen Feldstärke die Anwesenheit entsprechend neuartiger Feldquanten anzeigen, so wie das elektromagnetische Feld die Anwesenheit von Photonen. Yukawa nahm für das Feldquant eine Masse von etwa 200 Elektronenmassen an und konnte zeigen, dass das Feld dann die erforderliche kurze Reichweite hat und dass die Feldquanten nur bei Energiezufuhr als reale Teilchen erscheinen. Nach der experimentellen Bestätigung dieser Hypothese verbreitete sich zu dem Begriff „Austauschwechselwirkung“ die – sprachlich nicht ganz glückliche – Umschreibung „Austausch eines Teilchens“.
Die Formulierung der Maxwellschen Elektrodynamik und der Einsteinschen Gravitationstheorie in Gestalt von Eichtheorien wurde 1919 von Hermann Weyl gefunden.